# Концерт для фортепиано с оркестром № 21 (Моцарт)
Концерт для фортепиано с оркестром № 21 до мажор (K. 467) был написан Вольфгангом Амадеем Моцартом, как указано в составленном им каталоге, 9 марта 1785 года в Вене, через четыре недели после завершения создания предыдущего фортепианного концерта.

## Исполнительский состав
Концерт написан для фортепиано и оркестра, состоящего из одной флейты, двух гобоев, двух фаготов, двух валторн, двух труб, литавр и струнных.

## Структура
Концерт состоит из трёх частей:
1. Allegro maestoso
2. Andante (в фа мажоре)
3. Allegro vivace assai